# Thelma Carpenter
Thelma Carpenter (Brooklyn, 15 januari 1922 - Manhattan, 14 mei 1997) was een Amerikaanse jazzzangeres en actrice.

## Biografie
Thelma Carpenter trad al op op 5-jarige leeftijd in de show Kiddie's Hour, op 11-jarige leeftijd had ze een eigen radioshow bij WNYC in New York en won ze daarna een amateurconcours in het Harlemse Apollo Theater. Nadat ze was ontdekt door John Hammond, debuteerde ze als 16-jarige in 1939 als bandzangeres in Teddy Wilsons kort bestaande orkest, waarmee ze de songs Love Grows on the White Oak Tree en This is the Moment opnam voor Brunswick Records. In 1939/1940 behoorde ze tot het orkest van Coleman Hawkins, waarmee ze in oktober 1939 de standard She's Funny That Way opnam voor Bluebird Records.
In 1943 werd ze voor Helen Humes bandzangeres in het orkest van Count Basie en bleef ze twee jaar bij de band. Door de 'recording ban' ontstonden echter geen opnamen bij Basie, maar ze werd echter wel landelijk bekend door de tournees en de nachtelijke radio-uitzendingen. Met Basie ontstond enkel de 78" I Didn't Know About You in 1944.
Daarna verving ze Dinah Shore als zangeres in Eddie Cantors radioshow (1945/1946), waar ze de eerste Afro-Amerikaanse vrouw was in een overigens door blanke artiesten bezette show. Tijdens deze periode nam ze de populaire songs als Can't Help Lovin' That Man (voor Majestic Records), Seems Like Old Times, These Foolish Things (Remind Me of You) en de patriottische hits Hurry Home en My Guy's Come Back op. Bij de songs Joshua Fit De Battle of Jericho en American Lullaby werd ze begeleid door het trio The Amory Brothers, dat naderhand bekend werd als The Ames Brothers.
De verdere jaren trad ze overwegend op in New Yorkse nachtclubs, waaronder in Le Ruban Bleu, Spivy's Roof, Bon Soir en de Michael's Pub, bovendien in de Bricktop's in Rome. Ze werkte ook mee bij verschillende Broadway theater-opvoeringen, zoals bij Capitol, Loew's State en het Palace on Broadway. Daarnaast trad ze op met het orkest van Duke Ellington in de Carnegie Hall. Voor Columbia Records ontstonden vier songs, waaronder Pie in the Basket met het Luther Henderson Orchestra, maar ze werden vanwege de intieme teksten niet uitgezonden op de radio.
In de loop van haar carrière als zangeres nam Carpenter op voor Majestic Records, RCA Victor, Columbia Records en Coral Records met de muzikanten Don Abney en Herman Chittison. Haar op Elvis Presley duidende song Yes I'm Lonesome Tonight plaatste zich in 1961 in de Billboard Top 60.
Al in 1952 had Carpenter een rol als actrice in de revue Shuffle Along op Broadway. Vervolgens verving ze Pearl Bailey in de titelrol in Hello, Dolly!. Eind jaren 1970 werd ze gecontracteerd door Sidney Lumet voor de rol van Miss One in de film The Wiz, waarin ze optrad aan de zijde van Diana Ross en Michael Jackson. In 1982 speelde ze de moeder van Gregory en Maurice Hines in The Cotton Club van Francis Ford Coppola. In 1989 werkte ze weer voor Coppola in de afleveringenfilm New York Stories.
Thelma Carpenter had tot aan haar dood nog enkele optredens in tv-series, zoals in de sitcom Cosby.

## Overlijden
Thelma Carpenter overleed in mei 1997 op 75-jarige leeftijd.

## Discografie
- 1988: Herman Chittison Trio with Thelma Carpenter (Discovery Records)
- 1997: A Souvenir  (Audiophile Records)
- 2006: Seems Like Old Times (Sepia)

## Filmografie

### Films
- 1973: The Devil's Daughter
- 1978: The Wiz
- 1984: The Cotton Club
- 1989: New York Stories

### Tv-series
- 1981: The Love Boat, aflevering Quiet, My Wife's Listening/Eye of the Beholder/The Nudist from Sunshine Gardens)
- 1996: Cosby (aflevering: No Nudes Is Good Nudes)